# Yasoda carteja
Yasoda carteja är en fjärilsart som beskrevs av Adalbert Seitz 1926. Yasoda carteja ingår i släktet Yasoda och familjen juvelvingar. Inga underarter finns listade i Catalogue of Life.